# بیت مهنی (یمن)
بیت مهنی به عربی ( بیت المهنی )، روستایی است در جنوب صعدة، در عزلهٔ (بنی واکدی)، در ناحیهٔ (الجبل)، از توابع استان ذَمار در کشور یمن در شبه جزیره عربستان.

## جمعیت
جمعیت آن (۴۳۴) نفر (۹ خانوار) می‌باشد.